# Nodaria pacifica
Nodaria pacifica är en fjärilsart som beskrevs av George Francis Hampson. Nodaria pacifica ingår i släktet Nodaria och familjen nattflyn. Inga underarter finns listade i Catalogue of Life.